# Erik Weispfennig
Erik Weispfennig (Iserlohn, Rin del Nord-Westfàlia, 13 d'agost de 1969) va ser un ciclista alemany especialista en pista. Va obtenir una medalla d'or al Campionat del món de Madison.

## Palmarès en pista
- 1989
  -  Campió d'Alemanya en Madison (amb Stefan Steinweg)
- 1993
  -  Campió d'Alemanya en Persecució per equips (amb Lars Teutenberg, Stefan Steinweg i Guido Fulst)
- 1994
  -  Campió d'Alemanya en Persecució per equips (amb Robert Bartko, Andreas Bach i Guido Fulst)
- 1998
  -  Campió d'Alemanya en Madison (amb Stefan Steinweg)
- 2000
  -  Campió del món de Madison (amb Stefan Steinweg)

### Resultats a laCopa del Món
- 2001
  - 1r a Cali, en Madison